# Bryce Brown
Bryce Lee Brown (urodzony 14 maja 1991 roku w Wichita w stanie Kansas) – amerykański zawodnik futbolu amerykańskiego, grający na pozycji running back. W rozgrywkach akademickich NCAA występował w drużynach University of Tennessee oraz Kansas State University.
W roku 2012 przystąpił do draftu NFL. Został wybrany w siódmej rundzie (229. wybór) przez zespół Philadelphia Eagles. 10 maja 2014 został oddany w wymianie do Buffalo Bills.